# King of the Jungle (singolo)
King of the Jungle è un singolo del gruppo musicale italiano Club Dogo, pubblicato il 12 aprile 2024 come secondo estratto dall'ottavo album in studio Club Dogo.

## Classifiche
| Classifica (2024) | Posizione massima |
| ----------------- | ----------------- |
| Italia            | 5                 |